# 김정원 (음악가)
김정원(金定遠 Julius Jeongwon Kim, 1975년 7월 23일 ~ )은 대한민국의 피아니스트이다.

## 생애
방송작가 이금림의 차남이다. 오스트리아 빈 국립음대와 프랑스 파리 고등 국립 음악원 최고연주자 과정을 최우수 성적으로 마치고 유럽에서의 활발한 연주활동으로 세계에 이름을 알리기 시작했다. Vladimir Fedoseyev가 지휘하는 빈 심포니, Michael Francis가 지휘하는 런던 심포니, Maxim Shostakovich가 지휘하는 체코 필하모닉 외에도 러시아 국립 카펠라, 독일 NDR 방송 심포니, 독일 뉘른베르크 심포니, 부다페스트 국립 필하모닉, 프라하 방송 심포니, 토론토 심포니, 바르샤바 방송 심포니, 휴스턴 심포니, 덴마크 방송 심포니 외 다수의 세계 유수 오케스트라들과 협연했고, 국내에서는 정명훈, 곽승, 박은성, 정치용 등 거장들의 지휘로 서울시향, KBS 교향악단, 코리안심포니 외 여러 주요 오케스트라들과 협연했다.
바르샤바 쇼팽 페스티발, 바르샤바 이스트 베토벤 페스티발, 체코 체스키 크룸로프 페스티발, 스위스 베르비에 페스티발, 테플리체 베토벤 페스티발, 이탈리아 피아노 에코스 페스티발 등 다수의 유럽 음악제의 솔리스트로 참여했으며, 체코의 Vaclav Klaus 대통령에게 직접 특별 감사패를 수여 받았고, 전 미국 대통령 George W. Bush 앞에서 연주를 하여 가장 감동적인 연주였다는 찬사를 받았다. 또한 2018년 러시아 월드컵 문재인 대통령 방러 당시 모스크바의 볼쇼이홀에서 한러 양국 정상 앞에서 초청연주를 하기도 했다.
베를린필 스트링콰르텟, 체코의 야나첵 스트링콰르텟, 상하이 스트링콰르텟 등 여러 세계적인 실내악단과 공연을 가졌으며, 2003년 바이올리니스트 김수빈, 첼리스트 송영훈, 비올리스트 김상진과 함께 MIK Ensemble을 결성했다. 2011년에는 일본에서 7개 도시 첫 투어 리사이틀을 성공적으로 마쳤다. 특히 2014년에 시작한 <슈베르트 21개 피아노 소나타 전곡 연주>는 4년간 이어진 대장정으로 그 중 6개 소나타는 3CD로 도이체 그라모폰을 통해 발매되었다. 그 외에도 EMI에서 발매한 라흐마니노프 피아노 협주곡, 모차르트 피아노 협주곡, 쇼팽 24개 연습곡 등 10여 장의 독주, 협주곡, 실내악 음반이 있으며, 2010년 서울국제음악제의 폐막공연에서 라흐마니노프 피아노 협주곡 제5번을 아시아 초연한데 이어, 같은 곡을 런던 심포니와 함께 녹음하고 2012년에 도이체 그라모폰에서 세계초연음반(개정판)이 발매되어 주목받았다.
2009년부터 2017년까지 경희대학교 교수를 역임하였고, 2017년 네이버 V살롱콘서트 총 예술감독직을 맡음과 동시에 세종문화회관 상주 아티스트로 활동했다. 현재 롯데콘서트홀에서 슈베르티아데에 이어 김정원의 음악신보까지, 다양한 공연 컨텐츠를 직접 기획하고 연주하며 대한민국 클래식음악의 저변 확대에 기여하며 활동 중이다.